# شعب البارع

تعديل مصدري - تعديل

شعب البارع هي إحدى قرى عزلة القارة بمديرية رصد التابعة لمحافظة أبين، بلغ تعداد سكانها 446 نسمة حسب تعداد اليمن لعام 2004.